# بدزينا إفنشفلي
بدزينا إفنشفلي (بالفرنسية: Bidzina Ivanichvili)‏ (بالجورجية: ბიძინა ივანიშვილი) سياسي من جورجيا ورجل أعمال.

## روابط خارجية
- بدزينا إفنشفلي على موقع IMDb (الإنجليزية)
- بدزينا إفنشفلي على موقع مونزينجر (الألمانية)